# Operazione Spark
L'operazione Spark (a volte tradotta come operazione Flash) era il nome in codice per l'assassinio pianificato del dittatore nazista Adolf Hitler dalla cospirazione anti-nazista (in tedesco Widerstand) degli ufficiali dell'esercito tedesco e dei conservatori politici, conosciuta come Schwarze Kapelle (la "banda nera" o l'"orchestra nera"), durante seconda guerra mondiale.
Il nome fu coniato dal maggiore generale Henning von Tresckow nel 1941, il quale credeva che, a causa dei numerosi successi di Hitler fino a quel momento, del suo carisma personale e del giuramento di lealtà personale nei suoi confronti da parte di tutti gli ufficiali dell'esercito tedesco, sarebbe stato impossibile rovesciare Hitler e i nazisti con Hitler ancora vivo. La morte di Hitler, tuttavia, sarebbe stata una "scintilla", un segnale che era giunto il momento di lanciare un colpo di stato interno per rovesciare il regime nazista e porre fine alla guerra.

## Tentativo da parte dell'Heeresgruppe Mitte

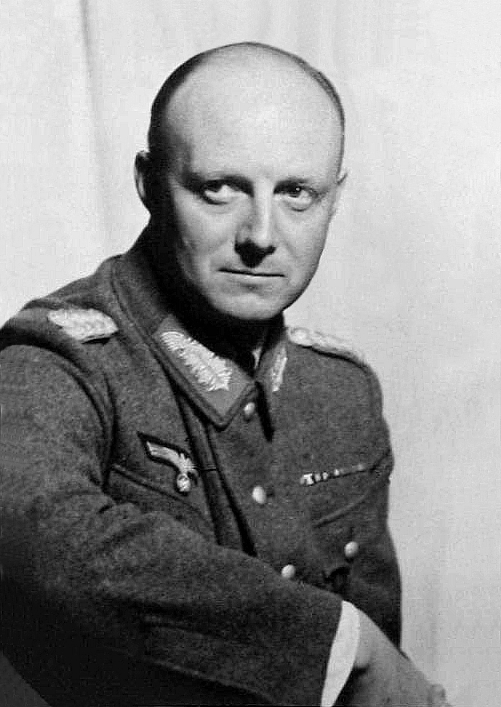
Il generale Henning von Tresckow, il capo del Heeresgruppe Mitte (HM, il "gruppo d'armate centro")

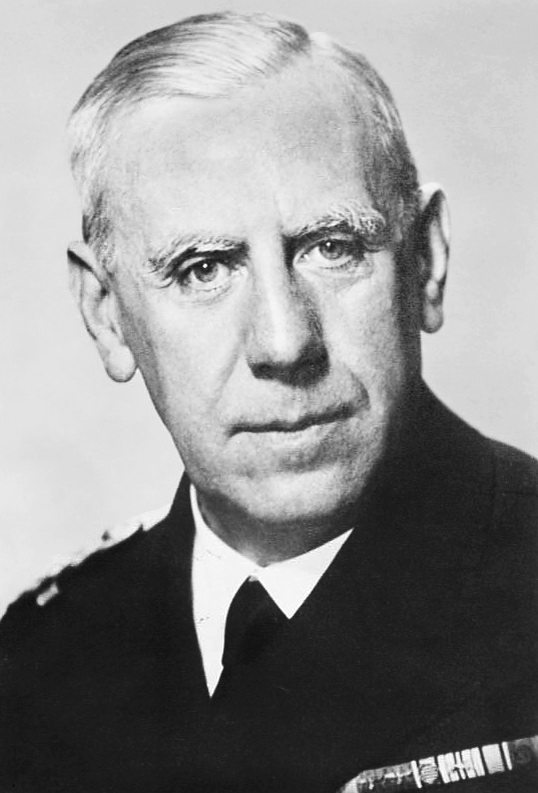
L'ammiraglio Wilhelm Canaris, a comando dell'Abwehr, il servizio segreto militare tedesco

All'inizio del 1943, l'incapacità di superare l'Unione Sovietica, compresa la disastrosa sconfitta di Stalingrado, le sconfitte durante la campagna del Nordafrica e l'aumento dei bombardamenti alleati contro la Germania avevano sostanzialmente indebolito la fedeltà di molti tedeschi al regime nazista. I cospiratori decisero che era giunto il momento della "scintilla". Il generale Friedrich Olbricht, che controllava l'Ersatzheer ("esercito di rimpiazzo"), istituì un piano per le truppe dell'esercito di sostituzione per prendere il controllo della Germania dopo che Hitler fosse stato ucciso. Tresckow ora serviva come capo in comando del Heeresgruppe Mitte (HM, il "gruppo d'armate centro") sul fronte orientale. Il comandante dell'HM, il maresciallo Günther von Kluge sapeva delle attività di Tresckow, ma non lo denunciò alla Gestapo, né partecipò personalmente. Permise a Tresckow di mettere altri agenti anti-nazisti nello staff dell'HM, ma cercò anche di dissuadere Tresckow dall'agire.
Hitler volò al Werwolf, il suo "quartier generale sul campo" vicino a Vinnycja, in Ucraina, il 19 febbraio 1943, rimanendovi fino al 13 marzo. Decise che, prima di tornare in Germania, avrebbe visitato lo stesso giorno anche il quartier generale del Heeresgruppe Mitte vicino a Smolensk. Si sarebbe incontrato con Kluge e avrebbe cenato presso la mensa degli ufficiali prima di partire. Questa fu la prima opportunità per il suo assassinio da parte del gruppo di Tresckow.
Per un'occasione del genere, Tresckow aveva preparato tre opzioni:
- Il maggiore von Boeselager aveva formato un'unità di "guardia d'onore" di cavalleria segretamente piena di ufficiali anti-nazisti. Con questa forza avrebbe potuto intercettare Hitler nella foresta tra l'aeroporto e la zona del quartier generale, travolgere la scorta delle SS di Hitler in un combattimento leale e uccidere il Führer. Questa opzione fu respinta perché anche i cospiratori non amavano la prospettiva che i soldati tedeschi si combattessero l'un l'altro, e perché l'attacco poteva fallire se la scorta fosse stata più forte del previsto.
- I cospiratori avrebbero potuto sparare a Hitler durante la cena nella mensa. Anche questa opzione fu abbandonata perché molti dei cospiratori aborrivano l'idea di sparare a un uomo disarmato.
- Una bomba a tempo avrebbe potuto essere contrabbandata sull'aereo di Hitler, mettendo in scena un attacco sovietico; questo fu il piano che alla fine venne tentato.

La bomba fu adattata da una bomba al plastico britannica, che era stata sequestrata dall'Abwehr ad agenti appartenenti al Special Operations Executive (SOE), catturati in seguito dopo il fallito attentato. In realtà si trattava di due bombe portate dal generale von Lahusen e dall'ammiraglio Wilhelm Canaris. Il detonatore a matita consisteva in un sottile tubo di rame contenente cloruro rameico che impiegava circa dieci minuti per bruciare silenziosamente il filo metallico che tratteneva il percussore caricato a molla dalla capsula a percussione. Questo meccanismo prevedeva un ritardo temporale per la detonazione, senza alcun ticchettio rivelatore di un meccanismo a orologeria o odore di un fusibile in fiamme.
La bomba fu camuffata in una scatola contenente presumibilmente due bottiglie di cointreau o cognac. Tresckow conosceva il tenente colonnello Heinz Brandt, un ufficiale dello staff di Hitler, che viaggiava sull'aereo di Hitler. Tresckow chiese a Brandt di portare con sé il pacco in Germania per essere consegnato a un amico del primo, Hellmuth Stieff; costui era si un anti-nazista, ma non faceva parte del piano. Tresckow sosteneva che il dono del liquore era il risultato di una scommessa che aveva perso contro Stieff.
(Tresckow)

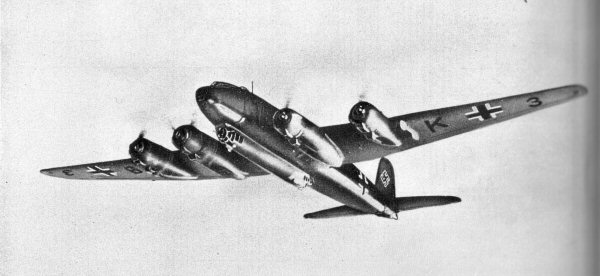
Un esemplare di Focke-Wulf Fw 200 come quello utilizzato da Hitler

L'aiutante di Tresckow, Schlabrendorff, portò il pacco nell'aerodromo. Mentre Hitler e il suo seguito si preparavano a salire sul suo aereo, un Focke Wulf Fw 200 Condor, Schlabrendorff attivò segretamente il detonatore con un paio di pinze, quindi richiuse il pacco e lo porse a Brandt mentre saliva sull'aereo. La bomba avrebbe dovuto esplodere circa mezz'ora dopo, con l'aereo vicino a Minsk, abbastanza vicino al fronte da poter attribuire la perdita dell'aereo ai caccia sovietici.
Quando si sarebbe avuta la notizia dello schianto e della morte di Hitler, il generale Olbricht avrebbe utilizzato l'"esercito di sostituzione" per prendere il controllo a Berlino, Vienna e Monaco e nei centri del Wehrkreis (il sistema di rifornimento militare tedesco). Era un piano ambizioso ma credibile e forse avrebbe funzionato se Hitler fosse stato effettivamente ucciso, anche se persuadere le unità dell'esercito a combattere e superare la feroce resistenza da parte delle SS avrebbe potuto essere un grosso ostacolo.
Tuttavia, come con la bomba di Elser nel 1939 e tutti gli altri tentativi, la fortuna favorì Hitler, che attribuì il fatto alla Vorsehung ("provvidenza"). Alle 15:15 von Kluge accompagnò Hitler sul suo aereo i cui motori erano già accesi da parecchi minuti; intanto in cielo vi era già la sua squadriglia di scorta. Con lui salirono il suo aiutante, il capo di stato maggiore generale Schmundt e il suo aiutante di campo, il colonnello Heinz Brandt, che portava con sé nella mano sinistra una cartella di cuoio nero e nella destra le due bottiglie di cointreau. Il detonatore di fabbricazione britannica era stato testato molte volte ed era considerato affidabile; a livello teorico era necessario premere abbastanza forte da rompere la piccola fiala dalla quale sarebbe fuoriuscito il liquido corrosivo. Questo in seguito avrebbe iniziato a corrodere il filo metallico che tratteneva il percussore. Funzionava correttamente, ma la bomba non esplose. La capsula a percussione a quanto pare diventò troppo fredda, dato che il pacco era stato riposto nella stiva non riscaldata.

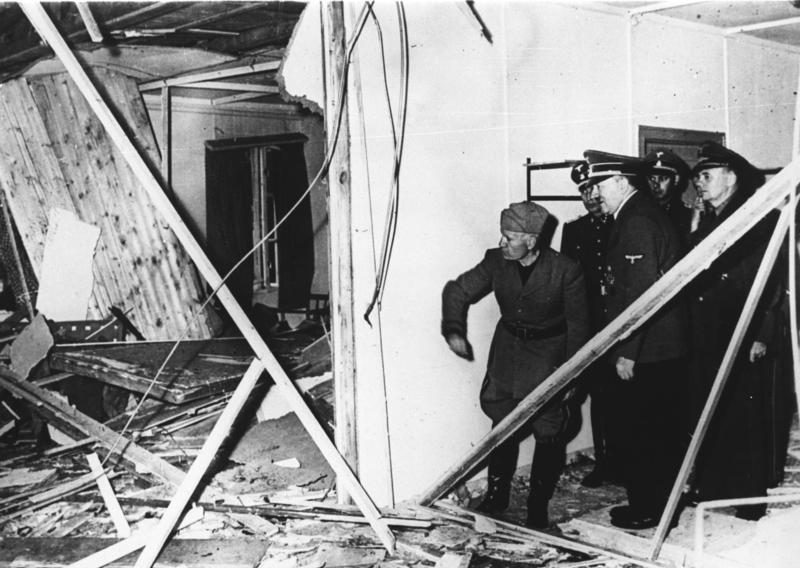
Adolf Hitler, scampato al suo attentato del 20 luglio 1944, visita insieme a Benito Mussolini ciò che resta della sala riunioni.

Mostrando grande sangue freddo, Schlabrendorff prese l'aereo successivo per recuperare il pacchetto dal tenente colonnello Brandt, prima che la bomba fosse consegnata al generale Stieff, o scoperta o alla fine fatta detonare in ritardo. Gli esplosivi furono recuperati e, dopo un anno e quattro mesi, dopo il 20 luglio 1944, furono riutilizzati da Gersdorff e Stauffenberg per lo stesso scopo; anche questo tentativo di attentato alla vita di Hitler fallì.

## Altri tentativi falliti

### Bomba suicida al museo
L'Heeresgruppe Mitte fornì una collezione di armi dell'esercito sovietico catturate per essere esposte in un museo militare a Berlino. L'esposizione avrebbe dovuto aprirsi il 21 marzo 1943, con una visita personale di Hitler.
Il colonnello Gersdorff si offrì volontario come bomba umana a tempo. Avrebbe portato gli esplosivi dentro il suo cappotto militare. Il museo non era riscaldato, quindi il suo cappotto lungo non sarebbe risultato sospetto. Pochi minuti prima dell'arrivo di Hitler, avrebbe attivato i timer degli esplosivi, puntandoli sui dieci minuti. Poco prima che le bombe esplodessero, si sarebbe precipitato da Hitler e lo avrebbe abbracciato; l'esplosione avrebbe ucciso entrambi gli uomini.
Nonostante il piano, all'ultimo minuto e poco prima che Hitler apparisse, la sua visita fu ridotta a soli otto minuti come precauzione di sicurezza, e in realtà durò appena due minuti e il Führer uscì ben prima del momento della detonazione. Gersdorff riuscì a malapena a uscire e disinnescare le bombe.

### L'uniforme invernale dell'esercito tedesco
Le uniformi dell'esercito tedesco standard si erano rivelate inadeguate per le dure condizioni dell'inverno russo, quindi l'esercito aveva progettato una nuova uniforme invernale. Fu organizzata una dimostrazione della nuova uniforme, anche per Hitler. La divisa doveva anche essere adottata dalle Waffen-SS e dalle divisioni della Luftwaffe Field, così anche il capo delle SS Heinrich Himmler e il comandante della Luftwaffe Hermann Göring sarebbero stati presenti. Ciò costituiva una grande opportunità: i tre nazisti più importanti e potenti avrebbero potuto essere eliminati in una volta sola.
Dopo diversi fallimenti (a causa di una riprogrammazione fatta da uno dei tre uomini), la data prevista fu spostata al 16 novembre 1943.
Il modello sarebbe stato il capitano von dem Bussche, che si offrì volontario per trasportare una mina nello zaino della divisa, e farla detonare quando i tre capi nazisti si fossero radunati attorno a lui. Ciò nonostante, il vagone merci contenente le nuove uniformi fu distrutto in un raid aereo alleato, la notte prima dell'evento. L'attentato fu riprogrammato, ma venne di nuovo ritardato dalle difficoltà nel coordinare le agende dei "tre grandi" nazisti fino a febbraio. Nel frattempo, von dem Bussche dovette tornare in servizio in prima linea, ove fu gravemente ferito; avendo perso parte di una gamba, non poté più servire da modello.
Il capitano Ewald von Kleist si offrì volontario per sostituire von dem Bussche e tentò un analogo attentato suicida ad una proiezione cinematografica prevista per l'11 febbraio 1944, ma anche questo evento fu ripetutamente rimandato e infine cancellato.

### Attentato con pistola
Il capitano von Breitenbuch era nello staff del generale Ernst Busch, comandante del Heeresgruppe Mitte. All'inizio del 1944, Busch e il suo staff furono convocati per ragguagliare Hitler. Breitenbuch si offrì volontario per portare una pistola Browning da 7,65 mm nascosta nella tasca dei pantaloni durante l’incontro (che si tenne l'11 marzo) e sparare a Hitler. Ma, il giorno della riunione, Hitler emanò una direttiva che escludeva gli ufficiali giovani dalle riunioni del Führer.

### Bomba nel serbatoio dell'acqua
Due cospiratori dell'esercito contrabbandarono una bomba nel tentativo di assassinio alla Wolfsschanze, ovvero alla tana del Lupo, e la nascosero dentro una torre per l'acqua, ma la bomba esplose misteriosamente poche settimane dopo, facendo sobbalzare le guardie delle SS. Il capo delle SS Himmler lanciò immediatamente un'inchiesta sull'incidente che fu deliberatamente bloccata dal tenente colonnello Werner Schrader - l'ufficiale investigativo in carica e, come risultò, egli stesso cospiratore.

## Principali collaboratori
- maggiore generale Henning von Tresckow, Capo Ufficio Operazioni di HM
- tenente Fabian von Schlabrendorff, ufficiale addetto alle Operazioni speciali di Tresckow presso HM
- colonnello Rudolf Christoph Freiherr von Gersdorff, ufficiale di collegamento dell'intelligence di Tresckow Abwehr
- maggiore Georg von Boeselager, comandante delle forze di cavalleria vicino al quartier generale di HM
- capitano Axel von dem Bussche
- capitano Eberhard von Breitenbuch
- tenente colonnello Werner Schrader
- generale Friedrich Olbricht, capo dell'ufficio per la sostituzione delle forze armate (Wehrersatzamt)